# Le Mas-de-Tence
Le Mas-de-Tence település Franciaországban, Haute-Loire megyében. Lakosainak száma 157 fő (2022. január 1.). Le Mas-de-Tence Devesset, Saint-André-en-Vivarais, Montregard és Tence községekkel határos.

## Népesség
A település népességének változása:
| Lakosok száma | 229  | 175  | 149  | 165  | 185  | 186  | 168  | 156  | 152  | 157  |
|               | 1968 | 1982 | 1990 | 2006 | 2013 | 2015 | 2017 | 2019 | 2020 | 2022 |